# أندرياس بيتر كورنيليوس سول
أندرياس بيتر كورنيليوس سول (بالهولندية: Andreas Peter Cornelius Sol)‏ هو كاهن كاثوليكي هولندي، ولد في 19 أكتوبر 1915 في أمستردام في هولندا، وتوفي في 26 مارس 2016 في أمبون في إندونيسيا.